# スタニスラフ・セルスキー
スタニスラフ・セルスキー（Stanislav Sel'skiy、1991年9月2日 - ）は、エニセイSTMに所属するラグビーユニオン選手。

## プロフィール
- ロシア・ノヴォクズネツク出身。
- ポジションはフッカー(HO)。
- 身長 180cm、体重 105kg
- ロシア代表キャップは43（2022年3月現在）。

## 略歴
2015年、エニセイSTMに加入。
2019年、ラグビーワールドカップ2019のロシア代表に選ばれた。